# 1-Октанол
1-Октанол (каприловий спирт, caprylic alcohol) — органічна речовина, належить до класу жирних спиртів. Міститься в ефірних оліях цитрусових (грейпфрутова олія, апельсинова олія).
Добре розчинна в спирті, петролейному етері, погано у воді.
Запах — сильний жирно-цитрусовий.

## Фізичні властивості
1-Октанол - прозора безбарвна рідина з характерним запахом, яка кипить при нормальному тиску при 195 °C. Сполука утворює вище температури спалаху, легкозаймисті пара-повітряні суміші. Має температуру спалаху при 81 °С. Нижня межа вибухонебезпеки - 0,8 об.% (43 г/м³). Температура займання - 245 °С. Розчинність води в 1-октанолі становить 48,9 мг·г−1 при 298,15 К.

## Отримання
1-Октанол отримують промисловим методом олігомеризації етилену з використанням триетилалюмінію з подальшим окисленням  алкілалюмінієвих продуктів. Цей процес відомий як  синтез спиртів Циглера.  
Нижче наведено ідеалізований синтез:
Al(C2H5)3  +  9 C2H4   →  Al(C8H17)3
Al(C8H17)3 +  3 O  +  3 H2O  →  3 HOC8H17  +  Al(OH)3
В результаті процесу отримують різні спирти, які розділяються дистиляцією.